# NGC 332
NGC 332 ist eine kompakte Galaxie vom Hubble-Typ E-S0 im Sternbild Fische auf der Ekliptik. Sie ist schätzungsweise 238 Millionen Lichtjahre von der Milchstraße entfernt und hat einen Durchmesser von etwa 70.000 Lichtjahren.
Im selben Himmelsareal befindet sich u. a. die Galaxie IC 61.
Das Objekt wurde am 22. Oktober 1886 von dem US-amerikanischen Astronomen Lewis A. Swift entdeckt.